# Сабаэ
Сабаэ (яп. 鯖江市 Сабаэ-си) — город в Японии, находящийся в префектуре Фукуи. Площадь города составляет 84,75 км², население — 67 724 человека (1 июля 2014), плотность населения — 799,10 чел./км².

## Географическое положение
Город расположен на острове Хонсю в префектуре Фукуи региона Тюбу. С ним граничат города Фукуи, Этидзен и посёлок Этидзен.

## Население
Население города составляет 67 724 человека (1 июля 2014), а плотность — 799,10 чел./км². Изменение численности населения с 1980 по 2005 годы:
| 1980 | 59 579 чел. |  |
| 1985 | 61 452 чел. |  |
| 1990 | 62 283 чел. |  |
| 1995 | 62 890 чел. |  |
| 2000 | 64 898 чел. |  |
| 2005 | 66 831 чел. |  |

## Символика
Деревом города считается сакура, цветком — рододендрон, птицей — мандаринка.

## Спорт
В 1995 году в Сабаэ прошёл чемпионат мира по спортивной гимнастике.